# Sauto
Sauto là một xã trong tỉnh Pyrénées-Orientales, vùng Occitanie phía nam nước Pháp. Xã Sauto nằm ở khu vực có độ cao trung bình 1600 mét trên mực nước biển.